# قائمة البراكين في السودان
تنزيل الإحداثيات كـ:KML · GPX
 
 
هذه قائمة بالبراكين النشطة والمنقرضة في السودان.
| اسم                | الارتفاع | الارتفاع | الموقع                            | آخر ثوران        |
| اسم                | متر      | قدم      | الإحداثيات                        | آخر ثوران        |
| ------------------ | -------- | -------- | --------------------------------- | ---------------- |
| حقل بيوضة البركاني | 670      | 2198     | 18°20′N 32°45′E / 18.33°N 32.75°E | 850              |
| جبل مرة            | 3042     | 9978     | 12°57′N 24°16′E / 12.95°N 24.27°E | 1500 قبل الميلاد |
| جبل أم عريف        | -        | -        | 18°10′N 33°50′E / 18.17°N 33.83°E | العصر الهولوسيني |
| تلال تاجابو        | -        | -        | 14°34′N 25°51′E / 14.57°N 25.85°E | العصر الهولوسيني |
| حقل ميدوب البركاني | 2000     | 6562     | 15°19′N 26°28′E / 15.32°N 26.47°E | 2500 قبل الميلاد |